# Zinaida Samsonova
Pour les articles homonymes, voir Samsonova.
Zinaida Samsonova (russe : Зинаида Самсонова) (1924-1944) était une sergent-chef dans le 667e régiment d'infanterie de la 218e division d'infanterie de la 47e Armée sur le Front de Voronej au cours de la Seconde Guerre mondiale. Elle est tuée à l'ennemi par un sniper allemand le 27 janvier 1944 lors de l'offensive de Kalinkovichi-Mozyr dans la région de Homiel et reçoit le titre d'Héroïne de l'Union soviétique le 3 juin 1944.

## Enfance et éducation
Samsonova est née le 14 octobre 1924 dans une famille russe du gouvernement de Moscou ; son père travaille comme forgeron. Au début des années 1930, la famille déménage à Kolychevo dans le district de Iegorievsk. Après avoir obtenu son diplôme de l'école secondaire en 1939, elle part étudier à l'École de médecine de Iegorievski  d'où elle sort diplômée en 1942. En parallèle, Samsonova travaille comme infirmière dans une maison pour personnes handicapées jusqu'en 1941, époque où elle est transférée dans un chantier de construction après le début de la Seconde Guerre mondiale.

## Carrière militaire
Samsonova rejoint l'Armée rouge en octobre 1942, après avoir terminé l'école de médecine et quitté son travail. Elle est affectée au 667e régiment d'infanterie en tant que membre du service médical. Pendant sa carrière, elle combat à Stalingrad et sur le front de Voronej ainsi qu'à la bataille de Koursk. Elle est bien connue de ses pairs pour ses actes de bravoure après lors de l'avancée de Bukrin lors de la bataille du Dniepr, le 24 septembre 1943, au cours de laquelle elle est l'une des premières à traverser et à maintenir une tête de pont. Dans cette bataille, elle prend part au premier groupe à avancer, et tue trois soldats allemands. Entre les 26 et 27 septembre, sous le feu ennemi, elle évacue plus de 30 soldats blessés sur la rive opposée. Dans un échange de coups de feu de nuit le 27 septembre, lors d'une contre-attaque contre les forces allemandes, elle combat avec fusil automatique et un lot de grenades à main.
Au cours de sa carrière, elle participe à de nombreuses batailles proche du Dniepr, y compris les batailles pour Kiev, Jytomyr, et l'offensive Jytomyr-Berdichev. En novembre 1943, son unité est transférée sur le front de Voronej près du Front biélorusse.
Sa carrière prend fin lorsqu'elle est tuée par un sniper allemand le 27 janvier 1944 alors qu'elle évacue un soldat blessé du champ de bataille de l'offensive Kalinkovichi-Mozyr. Elle est enterrée dans une fosse à Azarytchy, aujourd'hui en Biélorussie, et reçoit le titre d'Héroïne de l'Union soviétique, le 3 juin 1944, par décret du Soviet Suprême de l'URSS,. La poétesse Ioulia Drounina qui fut son compagnon d'armes au sein du 667e régiment de la 218e division d'infanterie lui consacra le poème Zinka.

## Distinctions
- Héros de l'Union soviétique
- Ordre de Lénine
- Étoile d'or

## Commémorations
- Un portrait est présent sur une série de cartes postales soviétiques mettant en vedette des femmes médecins Héroïnes de l'Union soviétique[4].
- Ioulia Drounina, une de ses collègues survivante, est l'autrice d'un poème intitulé Zinka dédié à Samsonova[3],[5]

« Zinka nous a menés à l'attaque, 

Nous avons fait notre chemin à travers le seigle noir, 

À travers les entonnoirs et les ravins, 

À travers les limites mortelles. 

Nous ne nous attendions pas à une célébrité posthume. 

Nous voulions vivre avec gloire. 

... Pourquoi le 
soldat aux cheveux blonds est-il couché dans desbandages de sang ? »

- Diverses plaques commémoratives et statues sont érigées dans la ville de Iegorievsk et dans l'école de médecine où elle a étudié[2].
- Plusieurs rues portent son nom à Iegorievsk en Russie et Azarytchy en Biélorussie[2].